# Macroptila
Macroptila is een geslacht van vlinders van de familie spinneruilen (Erebidae), uit de onderfamilie Arctiinae.

## Soorten
- M. antonia Dognin, 1911
- M. crinada Dognin, 1894
- M. elongata Reich, 1936
- M. extensa Rothschild, 1912
- M. fuscilaniata Hampson, 1914
- M. laniata Dognin, 1899
- M. monstralis Schaus, 1911
- M. nebecula Schaus, 1911
- M. rotundata Dognin, 1916